# 鮑令暉
鮑氏（？—？），字令暉，以字行，東海郡（今江蘇漣水縣北）人。鮑照的妹妹，南朝宋女詩人，著有《香茗賦集》。

## 生平
鮑令暉小時候進了學堂，與哥哥鮑照一起接受教育。鮑照曾回答宋孝武帝曰：“臣妹之才亚于左芬，臣才不及太冲耳。”（左芬是左思即左太冲的妹妹，也很有诗才）鍾嶸《詩品》評其詩“嶄絕清巧，擬古尤勝”。令暉詩留傳不多，《玉臺新詠》錄其詩七首。清代錢振倫注《鮑參軍集》，附註其詩。近人錢仲聯《鮑參軍集注》附有鮑令暉的詩集。